# ゴディバ実験装置
ゴディバ実験装置(Godiva device)はアメリカ合衆国の研究用臨界集合体。ロスアラモス国立研究所で最初に作られてから何度か代替わりしており、現在はネバダ核実験場でGodiva IVが稼働している。

## 概要
中性子およびガンマ線のバーストを生成するために作られた研究用の臨界集合体であり、パルス原子炉などの研究開発に用いられてきた。放射線源は主に濃縮ウランの核分裂性物質が使われる。Godiva IVは高速パルス原子炉の運用規格であるANSI/ANS-14.1で要求されている規定を満たしている。
1946年5月21日にルイス・スローティンがデーモン・コアの実験中に作業ミスで死亡したことから、作業員が離れた位置からコアを操作する装置として導入された。

## 歴史

### Godiva I

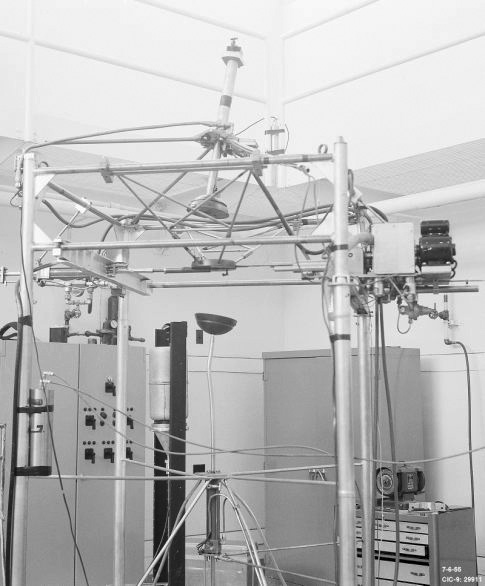
1954年2月3日の事故で破損した初代のゴディバ実験装置。

初代のゴディバ実験装置は、1951年にロスアラモス国立研究所で運転を開始した。
研究所のチームからはゴディバ夫人(Lady Godiva)とも呼ばれていた。この名前は、臨界集合体が“服”を着ていなかった、すなわち放射線を遮蔽するシールドを持っていなかったことに由来している。
1954年2月3日と1957年2月12日に発生した臨界事故によって装置は損傷した。二度目の事故で生じた損傷は激しかったために修復されず、製作が始まっていた二代目であるGodiva IIに置き換わることとなった。臨界集合体と制御室は充分離れていたために人的な被害はほぼなかった。二度目の故障までに1000回以上の臨界実験が行われている。

### Godiva II
Godiva Iの臨界事故を受けて、安全のために谷底に作られた厚さ50cmのコンクリート壁の部屋に置かれた。制御室はその部屋から400m離れた場所にあった。

### Godiva III
SPR(Sandia Pulse Reactor)の別称。SPRはもともとゴディバ実験装置とは別系統の研究炉（後継装置はSPR II、IIIと続く）だが、初代のSPRはGodiva IIと作りが類似していたため、Godiva IIIとも呼ばれていた。

### Godiva IV
1967年に製造され、先代達と同じくロスアラモス国立研究所のTA-18という研究区画で稼働した。半世紀経った今でも現役であり、ゴディバ実験装置のシリーズとして最も長寿となっている。大きさは直径17.8cm、高さ15.2cm。最大出力はGodiva Iの10倍で、約100,000MW。
2002年にTA-18からネバダ核実験場のArea 6にあるDAF(Device Assembly Facility)への移設が公表された。2012年に移設が終わって運用が開始され、2013年9月にDAFで最初の臨界状態に達した。